# Nichita Stănescu
Nichita Stănescu (Ploieşti, 31 de març de 1933 - Bucarest, 13 de desembre de 1983) fou un poeta romanès. Estudià llengua i literatura romaneses a la Universitat de Bucarest. Fou col·laborador o editor, durant la major part de la seva carrera, de revistes literàries com Gazeta Literară, România Literară i Luceafărul. El seu debut editorial fou amb el llibre de poemes Sensul iubirii (El sentit de l'amor). Esdevingué un dels poetes romanesos amb més projecció internacional, i rebé nombrosos premis, el més destacat dels quals el Premi Herder del 1975, a més d'ésser nominat per al Premi Nobel el 1979 i el 1980.

## Traduccions al català
- Ànima gramatical. Antologia poètica 1960-1984. Traducció de Lilica Voicu-Brey i Xavier Montoliu Pauli. Lleonard Muntaner editor, 2017.[1]